# Kladruby u Radnic

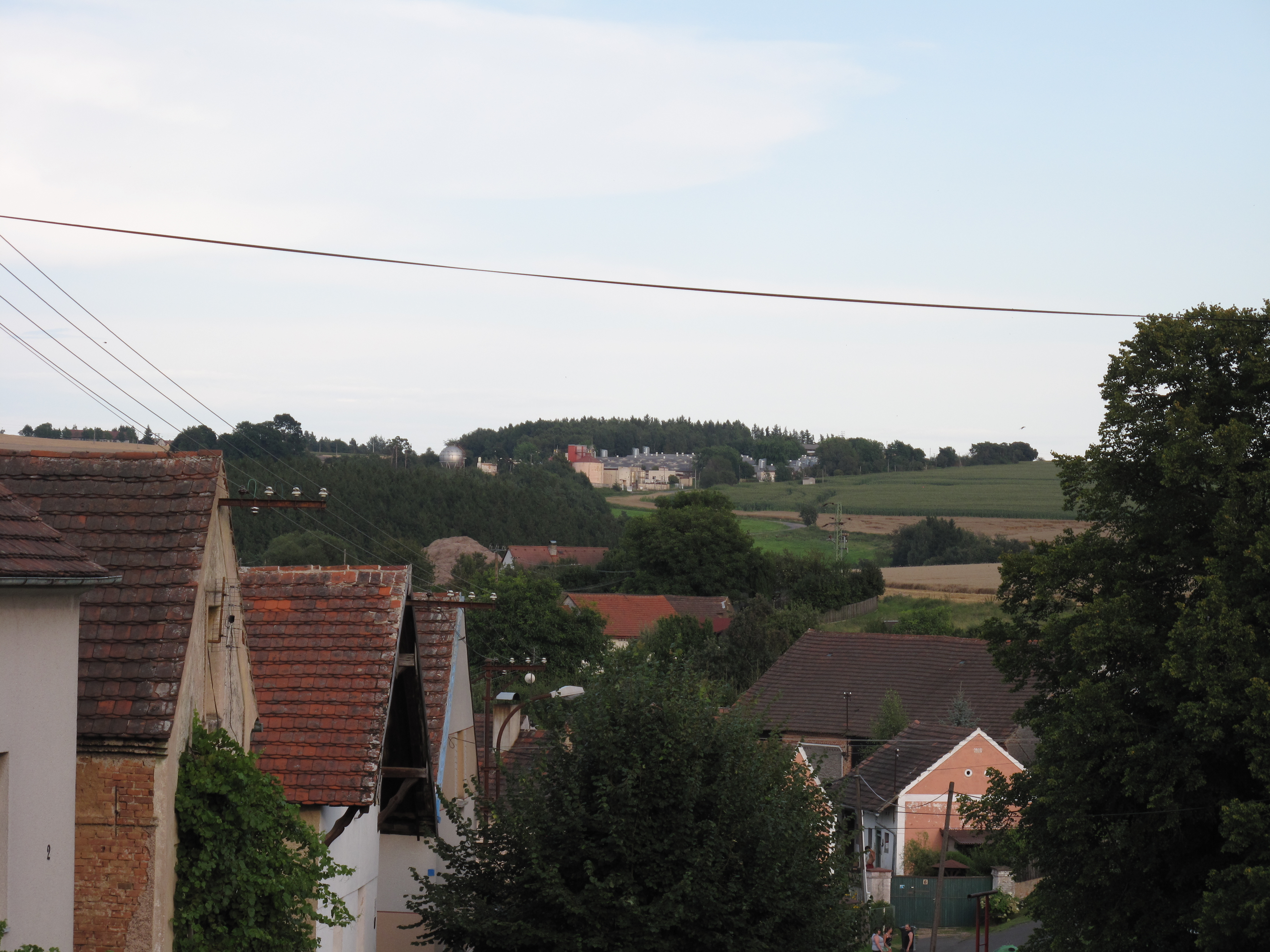
Blick über das Dorf

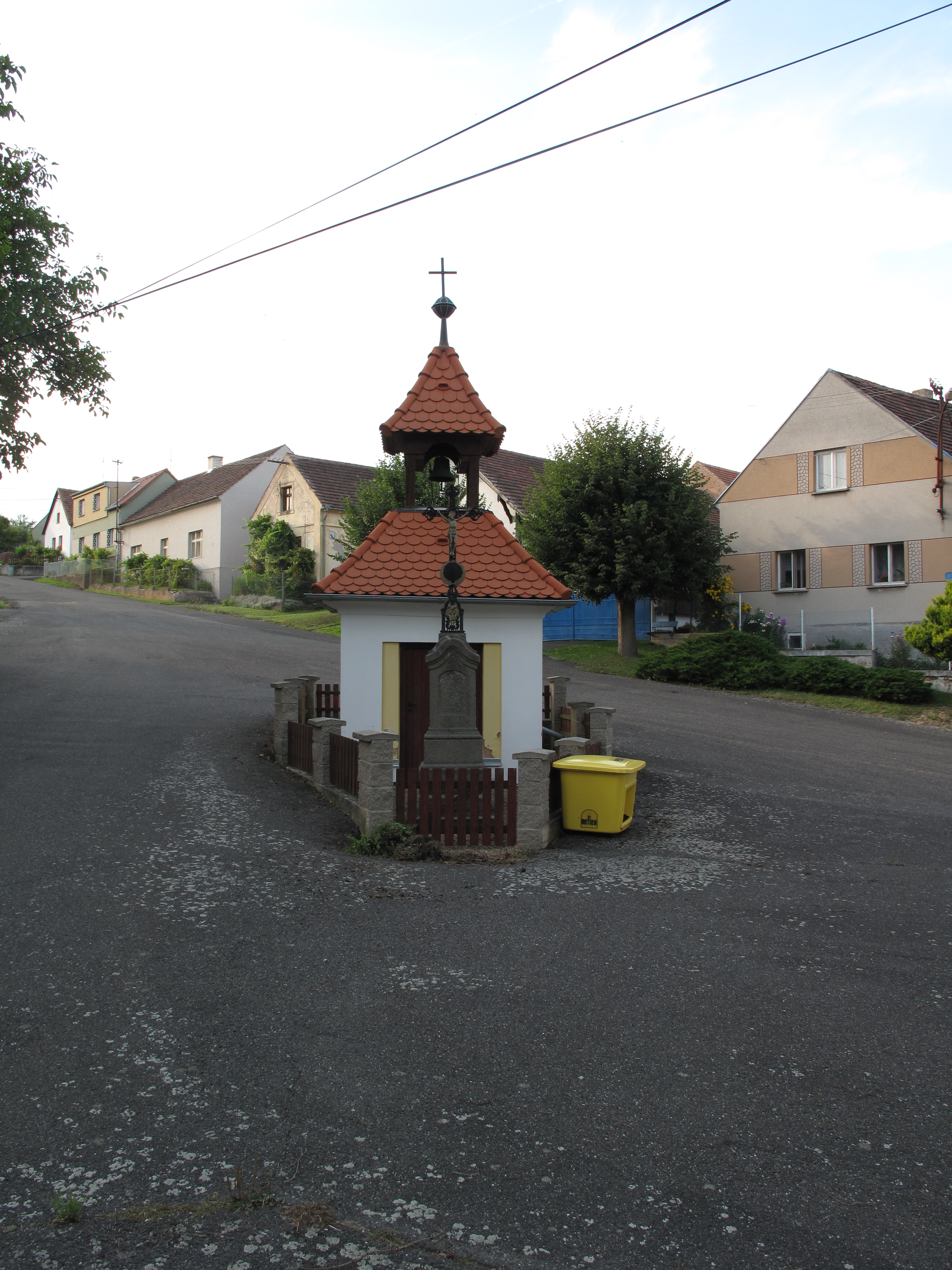
Dorfplatz mit Kapelle

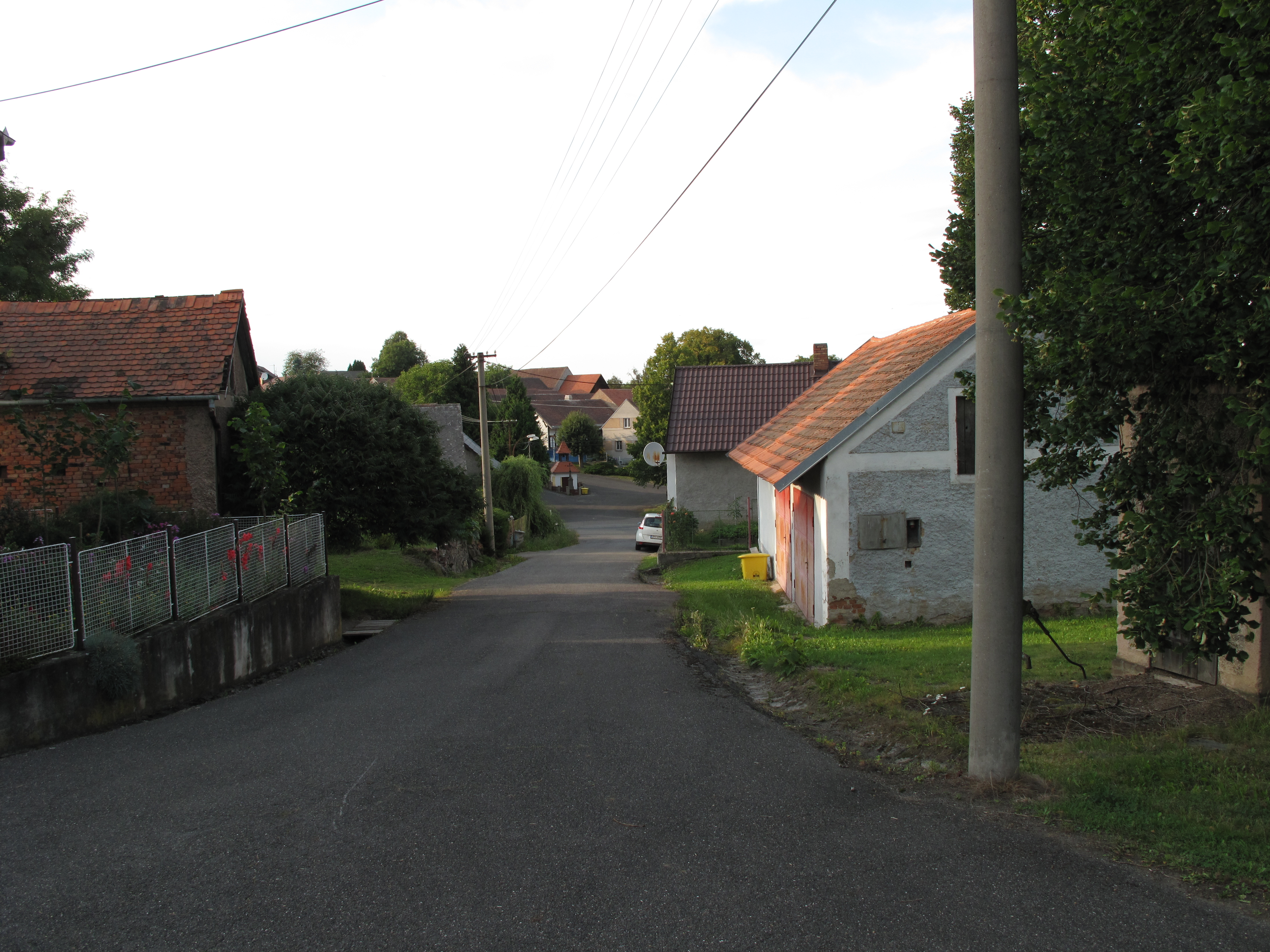
Ortsansicht

Kladruby (deutsch Kladrub) ist eine Gemeinde mit 156 Einwohnern (Stand: 1. Januar 2023) in Tschechien. Sie liegt sieben Kilometer nordöstlich von Radnice im  Radnitzer Bergland und gehört zum Okres Rokycany. Die Katasterfläche beträgt 1372 ha.

## Geographie
Das Platzdorf Kladruby befindet sich in 385 m n.m. am Ausgang eines linken Seitentals des Baches Radubice. Nördlich liegt der Pohořelec-Wald, der bis zum Berounkatal reicht. Nördlich erhebt sich der Lejskův hřeben (430 m n.m.), im Nordosten die Vrabčiny (454 m n.m.), südlich der Na Špýcharu (474 m n.m.) und im Westen der Na Kozinkách (427 m n.m.). Kladruby liegt am Rande des Naturparks Berounka.
Nachbarorte sind Prachárna, Rybárna und Lejskův Mlýn im Norden, Chlum, Suchomelka, Sádky und Podmokly im Nordosten, Prašný Újezd und Fatěra im Osten, Skoupý und Hlohovičky im Südosten, Hlohovice, Vojenice und Svinná im Süden, Lhotka u Radnic, Chockov, Nový Mlýn und Vrbatův Mlýn im Südwesten, Bujesily im Westen sowie Rakolusky und Hřešihlavy im Nordwesten.

## Geschichte
Die erste schriftliche Erwähnung des Dorfes stammt von 1329. Zusammen mit Vojenice gehörte Klabruby ab 1352 zum Besitz der Propstei Mělník.
Vermutlich im 15. oder 16. Jahrhundert wurde Kladruby Teil der Herrschaft Liebstein. Zu den Besitzern der Herrschaft gehörte u. a. Wenzel Griespek von Griespach, dessen Güter nach der Schlacht am Weißen Berg 1620 konfisziert wurden. 1638 verkaufte die Böhmische Kammer die Herrschaft an Benjamin Fruhwein. Zeitweilig war Kladruby dem Gut Hřešihlavy bzw. der Herrschaft Zbiroh zugeschlagen, wurde dann aber Teil der Herrschaft Liblin. Zu Beginn des 18. Jahrhunderts gehörte diese den Grafen von Stampach, danach dem Grafen Pius Montecuccoli, der sie 1725 an Alexander von Ledebour veräußerte. Im Jahre 1785 bestand Kradlub bzw. Kladrub aus 21 Häusern. 1801 ging die Herrschaft Liblin durch Erbschaft an die Grafen von Wurmbrand-Stuppach über.
Im Jahre 1838 bestand das im Pilsner Kreis gelegene Dorf Kladrub, auch Kradlub bzw. Kradruby genannt, aus 32 Häusern mit 238 tschechischsprachigen Einwohnern. Im Ort gab es ein Wirtshaus. Südöstlich lag eine einschichtige Mühle an der Radubice. Pfarrort war Řescholau. Bis zur Mitte des 19. Jahrhunderts blieb Kladrub der Allodialherrschaft Liblin untertänig.
Nach der Aufhebung der Patrimonialherrschaften bildete Kladruby / Kladrub ab 1850 mit dem Ortsteil Vojenice / Wojenitz eine Gemeinde im Gerichtsbezirk Zbirow. 1868 wurde Kladruby dem Bezirk Hořowitz zugeordnet. Im Jahre 1869 bestand Kladruby aus 38 Häusern und hatte 286 Einwohner. Die Freiwillige Feuerwehr wurde 1895 gegründet. Zum 1. September 1896 wurde die Gemeinde Teil des neu gebildeten Bezirks Rokitzan. Im Jahre 1900 hatte Kladruby 213 Einwohner, 1910 waren es 206.
Nach dem Ersten Weltkrieg zerfiel der Vielvölkerstaat Österreich-Ungarn, Kladruby wurde 1918 Teil der neu gebildeten Tschechoslowakischen Republik. Beim Zensus von 1921 lebten in den 47 Häusern der Gemeinde 262 Tschechen; davon 203 in Kladruby (40 Häuser) und 59 in Vojenice (7 Häuser). 1930 lebten in den 40 Häusern von Kladruby 173 Personen. Zwischen 1939 und 1945 gehörte die Gemeinde Kladruby / Kladrub zum Protektorat Böhmen und Mähren. Nach dem Ende des Zweiten Weltkrieges kam Kladruby zur wiedererrichteten Tschechoslowakei zurück. 1950 lebten in den 42 Häusern von Kladruby 135 Personen. 1976 erfolgte die Eingemeindung von Hřešihlavy und Třímany. Am 1. Juli 1982 verlor Vojenice den Status eines Ortsteils. 1991 lebten in den 47 Häusern von Kladruby (mit Vojenice) 149 Personen. Seit dem 6. September 2004 wird Vojenice wieder als Ortsteil geführt. Beim Zensus von 2011 hatte die Gemeinde 147 Einwohner und bestand aus 122 Wohnhäusern; davon lebten 110 in Kladruby (59 Häuser), jeweils 17 in Hřešihlavy (42 Häuser) und Třímany (17 Häuser) sowie 3 in Vojenice (4 Häuser).

## Ortsgliederung
Die Gemeinde Kladruby besteht aus die Ortsteile Hřešihlavy (Herschichlau), Kladruby (Kladrub), Třímany (Trziman) und Vojenice (Wojenitz). Zu Kladruby gehören zudem die Einschichten Prachárna und Suchomelka.
Das Gemeindegebiet gliedert sich in die Katastralbezirke Hřešihlavy (373 ha), Kladruby u Radnic (604 ha) und Třímany (395 ha).

## Sehenswürdigkeiten
- Kirche in Hřešihlavy, 1768–1769 im Barockstil an Stelle eines Vorgängerbaus von 1384 errichtet, im Presbyterium Grablege des Grafen Rummerskirch
- Statue Pieta in Hřešihlavy, von 1751
- Glockenturm in Hřešihlavy
- Kirche Johannes des Täufers in Vojenice
- Schloss Hřešihlavy, 1734 von Ferdinand Maria von Rummerskirch für seine Frau Maria Elisabeth, geborene Hildprandt errichtet
- Kapelle in Třímany
- Kapelle in Kladruby
- Jüdischer Friedhof in Hřešihlavy
- Radubické vodopady, Wasserfälle eines linken Seitenbaches der Radubice, nördlich von Kladruby